# Louis Cabat

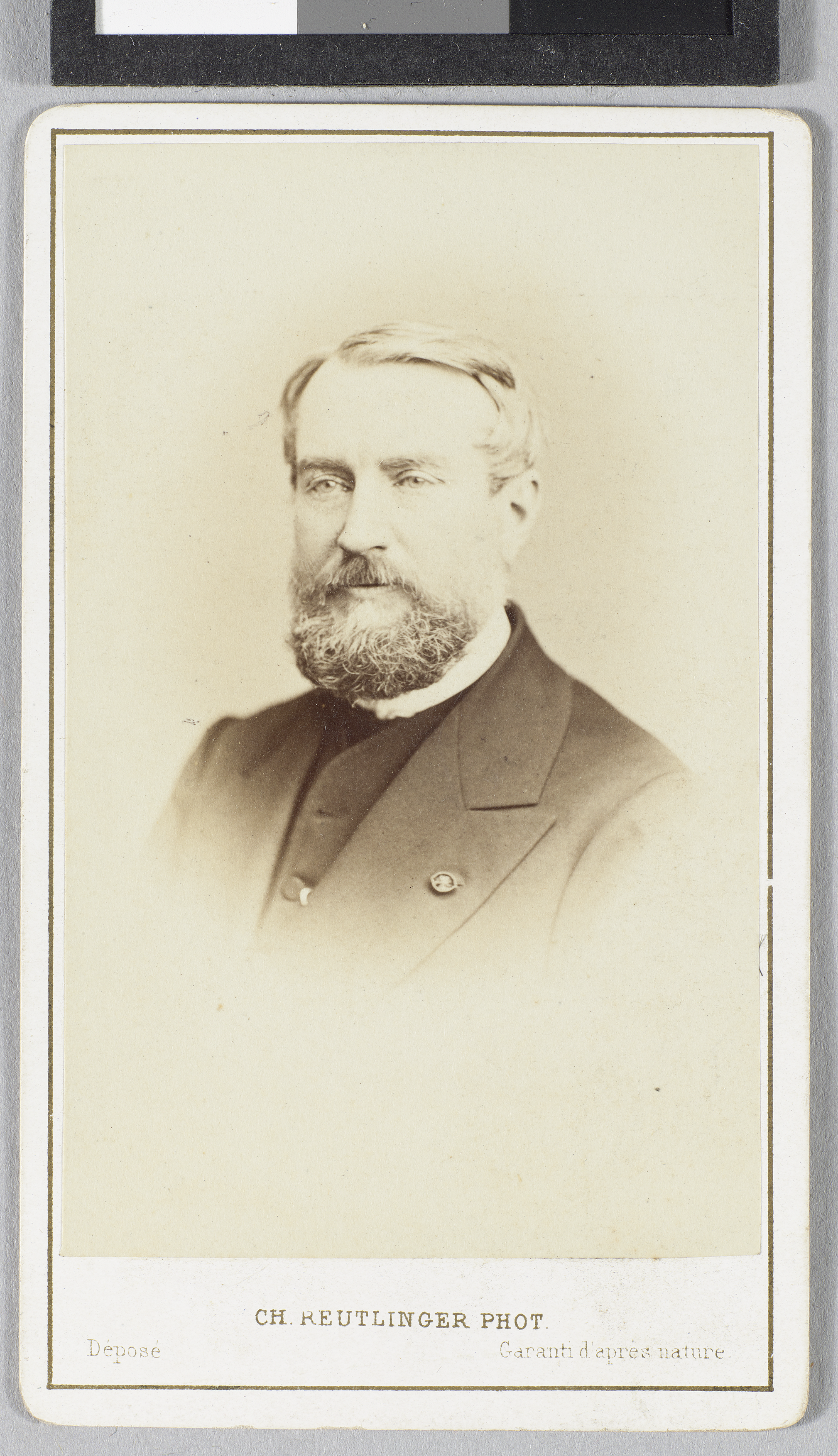
Louis Cabat

Louis-Nicolas Cabat (* 6. Dezember 1812 in Paris; † 13. März 1893 ebenda) war ein französischer Maler, der sich insbesondere der Landschaftsmalerei widmete.

## Leben
Louis Cabat erlernte die Malerei bei Camille Flers. Er gilt als einer der ersten Vertreter der Paysage intime.
Cabat schuf insbesondere durch John Constable beeinflusste Landschaftsbilder, die anfänglich durch einfache, naturnahe Motive, später durch konventionelle und zum Klassizismus neigende Landschaften geprägt waren. Daneben prägten zahlreiche Aufenthalte in Italien wie beispielsweise am Nemisee seine Werke, die ihn zu einem der Gründer der neuen französischen Schule der Landschaftsmalerei werden ließen.
Cabat, der als einer der frühen Vertreter der Schule von Barbizon gilt, war einer der Lehrer von Eugène Fromentin.
Zwischen 1879 und 1884 war er auch Direktor der Académie de France à Rome, der seit 1803 in der Villa Medici in Rom untergebrachten italienischen Zweigstelle der Académie des Beaux-Arts.
Zu seinen Landschaftsgemälden gehören unter anderem Le Jardin Beaujon (1833), Chaumière normande animée und Étude de ciel au couchant.

## Werke (Auswahl)

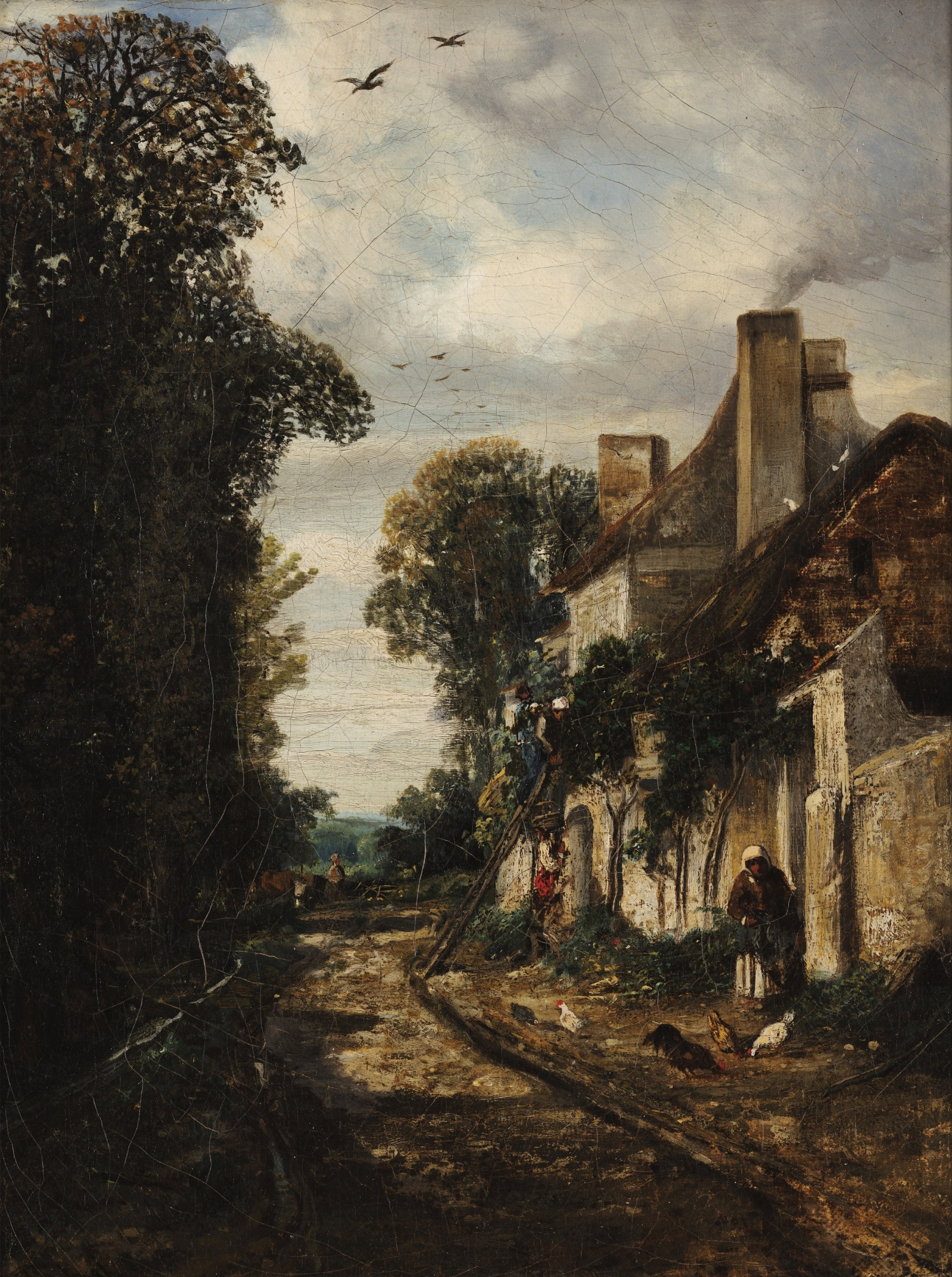
A village
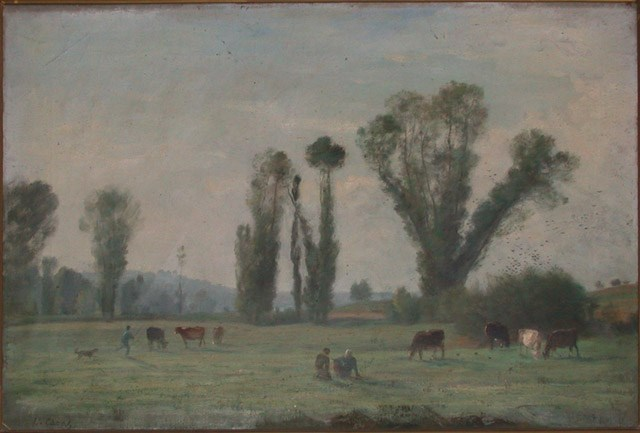
Pré à Bercenay-en-Othe
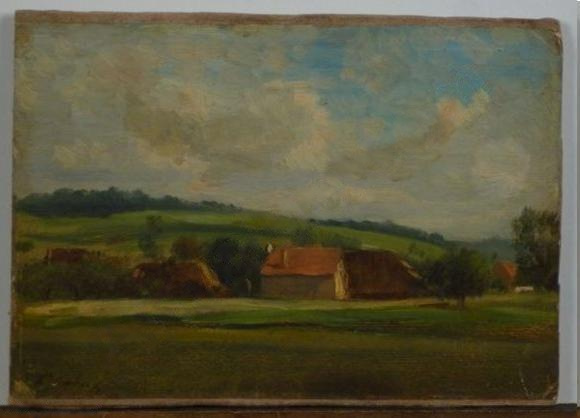
Paysage aux environs de Paris
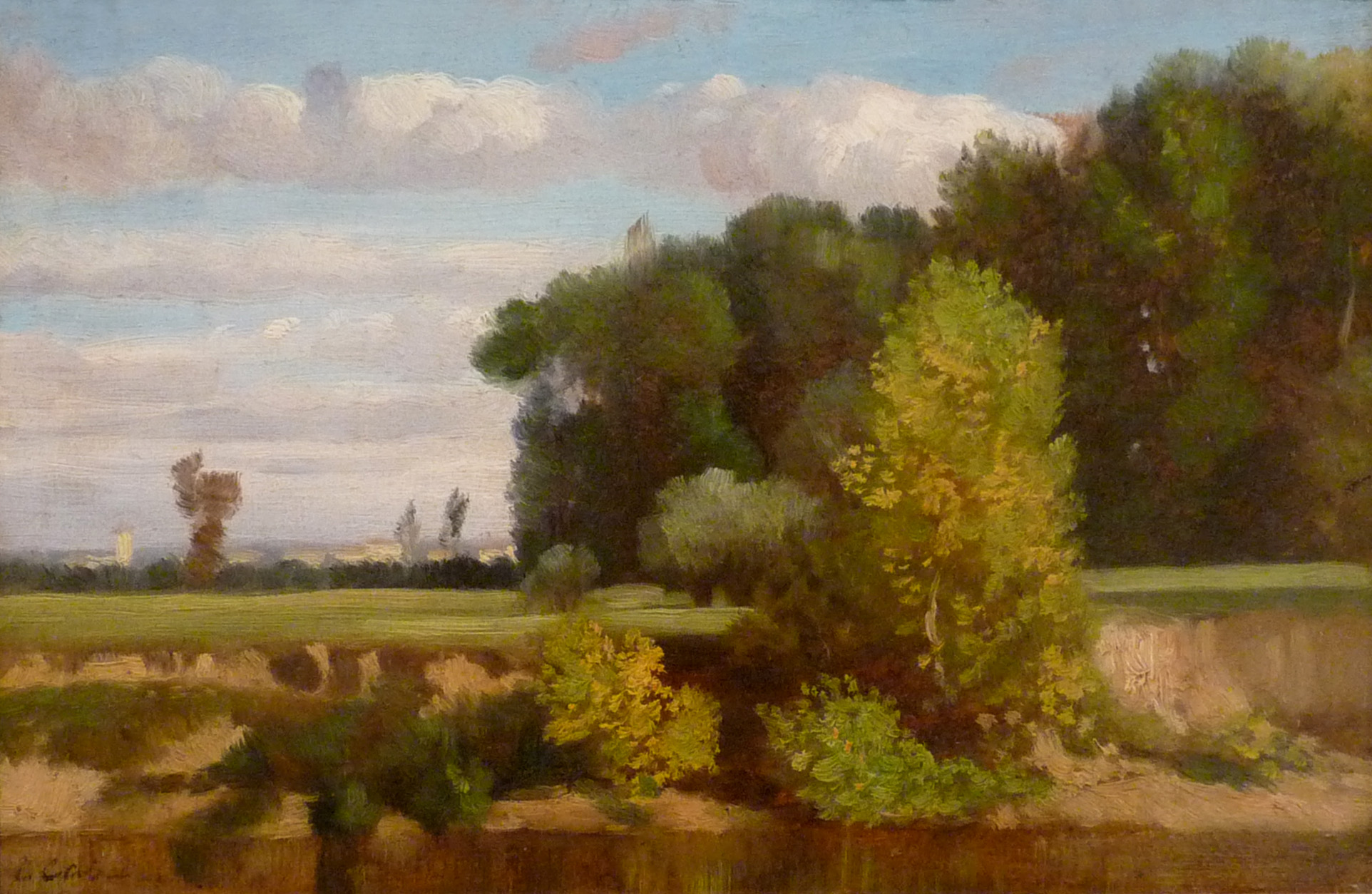
Paysage

Cabats Werke sind unter anderem im Louvre in Paris ausgestellt.